# Bahnhofstraße 100 (Gräfelfing)

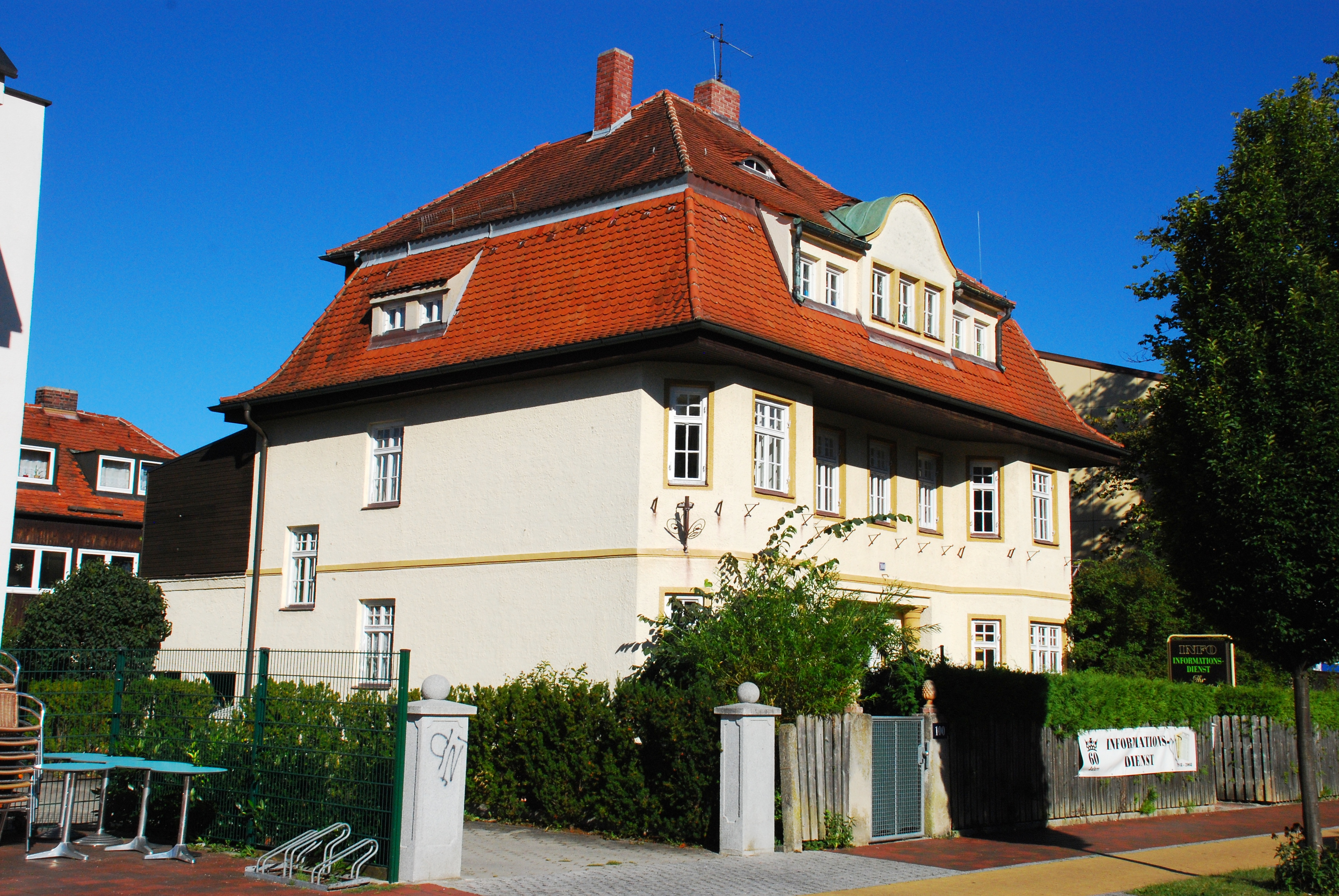
Villa Bahnhofstraße 100 in Gräfelfing

Das Gebäude Bahnhofstraße 100 in Gräfelfing, einer Gemeinde im oberbayerischen Landkreis München, wurde um 1910 errichtet. Die Villa ist ein geschütztes Baudenkmal.
Der zweigeschossige Putzbau mit Mansardwalmdach und erkerartig ausgebildeten Ecken hat eine von Säulen flankierte Eingangsnische und ein breites Zwerchhaus.